# Michel Kelber
Michel Kelber, né le 9 avril 1908 (22 avril dans le calendrier grégorien) à Kiev dans l'Empire russe et mort le 23 octobre 1996 à Boulogne-Billancourt, est un directeur de la photographie français.

## Biographie
Michel Kelber commence sa carrière en 1929 chez Gaumont, d'abord comme assistant opérateur puis comme cameraman. Comme directeur de la photographie, il a travaillé notamment avec Marc Allégret, Robert Siodmak, Claude Autant-Lara, Jean Cocteau, Jean Renoir, Jean-Pierre Mocky, Julien Duvivier... Il intervient également sur plusieurs films espagnols restés inédits en France, dont plusieurs collaborations avec le réalisateur Rafael Gil. 

## Filmographie
- 1932 : Un client sérieux, court métrage de Claude Autant-Lara
- 1932 : Invite Monsieur à dîner, court métrage de Claude Autant-Lara
- 1934 : Incognito de Kurt Gerron
- 1934 : L'Or dans la rue de Curtis Bernhardt
- 1934 : Les Filles de la concierge de Jacques Tourneur
- 1934 : Zouzou de Marc Allégret
- 1935 : Les Époux scandaleux de Georges Lacombe
- 1935 : Le commissaire est bon enfant, le gendarme est sans pitié de Jacques Becker et Pierre Prévert
- 1935 : Les Beaux Jours de Marc Allégret
- 1935 : La Route impériale de Marcel L'Herbier
- 1935 : L'École des cocottes de Pierre Colombier
- 1935 : Baccara d'Yves Mirande et Léonide Moguy (premier assistant-réalisateur)
- 1936 : Sous les yeux d'Occident de Marc Allégret
- 1936 : Le Mioche de Léonide Moguy
- 1936 : La Vie parisienne de Robert Siodmak
- 1936 : Aventure à Paris de Marc Allégret
- 1937 : Les Nuits blanches de Saint-Pétersbourg de Jean Dréville
- 1937 : Trois, six, neuf de Raymond Rouleau
- 1937 : Un carnet de bal de Julien Duvivier
- 1937 : Gribouille de Marc Allégret
- 1937 : L'Affaire du courrier de Lyon de Maurice Lehmann et Claude Autant-Lara
- 1938 : La Tragédie impériale de Marcel L'Herbier
- 1938 : Hercule de Alexander Esway et Carlo Rim
- 1938 : Le Ruisseau de Maurice Lehmann et Claude Autant-Lara
- 1938 : J'étais une aventurière de Raymond Bernard
- 1938 : Accord final de Ignacy Rosenkranz (I.R. Bay)
- 1939 : La Brigade sauvage de Jean Dréville et Marcel L'Herbier
- 1939 : L'Esclave blanche de Marc Sorkin
- 1939 : Jeunes Filles en détresse de Georg Wilhelm Pabst
- 1939 : Pièges de Robert Siodmak
- 1940 : Tempête sur Paris (Tempête) de Bernard-Deschamps
- 1942 : Une femme disparaît de Jacques Feyder
- 1942 : Intriga de Antonio Román
- 1942 : Goyescas de Benito Perojo
- 1943 : Castillo de naipes de Jerónimo Mihura (es)
- 1943 : El Escándalo (en) de José Luis Sáenz de Heredia
- 1944 : Lola Montes de Antonio Román
- 1945 : El Fantasma y doña Juanita (es) de Rafael Gil
- 1945 : Bambú de José Luis Sáenz de Heredia
- 1946 : Misión blanca de Juan de Orduña
- 1946 : El Doncel de la reina de Eusebio Fernández Ardavin
- 1946 : Pétrus de Marc Allégret
- 1947 : Confidencia de Jerónimo Mihura (es)
- 1947 : Le Diable au corps de Claude Autant-Lara
- 1948 : Ruy Blas de Pierre Billon
- 1948 : Bagarres de Henri Calef
- 1948 : Les Parents terribles de Jean Cocteau
- 1949 : Jean de la Lune de Marcel Achard
- 1949 : Sabela de Cambados de Ramón Torrado
- 1949 : La Femme nue de André Berthomieu
- 1950 : La Fuente enterrada de Antonio Román
- 1950 : La Beauté du diable de René Clair
- 1950 : L'Homme de joie de Gilles Grangier
- 1950 : La Noche del sábado de Rafael Gil
- 1951 : L'Amant de paille de Gilles Grangier
- 1951 : La Dame de Fatima de Rafael Gil
- 1952 : Le Désir et L'Amour de Henri Decoin
- 1952 : De Madrid al cielo de Rafael Gil
- 1952 : Bal Tabarin de Philip Ford
- 1952 : Plume au vent de Louis Cuny
- 1953 : Les Amants de Tolède (Le coffre et le revenant) de Henri Decoin
- 1953 : Les Amants de minuit de Roger Richebé
- 1953 : Nadie lo sabrá de Ramón Torrado
- 1954 : Les Intrigantes de Henri Decoin
- 1954 : Le Grand Jeu de Robert Siodmak
- 1954 : Secrets d'alcôve (sketch "Riviera Express") de Ralph Habib
- 1954 : La Chair et le Diable, de Jean Josipovici
- 1954 : Le Rouge et le Noir de Claude Autant-Lara
- 1954 : La Belle Otero de Richard Pottier
- 1955 : French Cancan de Jean Renoir
- 1955 : Sophie et le Crime de Pierre Gaspard-Huit
- 1956 : Lola Torbellino de René Cardona
- 1956 : Les salauds vont en enfer de Robert Hossein
- 1956 : La Fille de l'ambassadeur de Norman Krasna
- 1956 : Grand-rue (Calle Mayor) de Juan Antonio Bardem
- 1956 : Bonsoir Paris, bonjour l'amour de Ralph Baum
- 1956 : Notre Dame de Paris de Jean Delannoy
- 1957 : Que les hommes sont bêtes de Roger Richebé
- 1957 : Amère victoire de Nicholas Ray
- 1957 : Pot-Bouille de Julien Duvivier
- 1958 : Incognito (Cherchez la femme) de Patrice Dally
- 1959 : John Paul Jones, maître des mers de John Farrow
- 1959 : La Casa de la Troya (en) de Rafael Gil
- 1959 : Katia de Robert Siodmak
- 1960 : Me faire ça à moi de Pierre Grimblat
- 1960 : El Litri y su sombra de Rafael Gil
- 1960 : Une nuit à Monte-Carlo (ou Ça peut toujours servir) de Georg Jacoby
- 1960 : Recours en grâce de László Benedek
- 1960 : Les Mordus de René Jolivet
- 1960 : Chien de pique de Yves Allégret
- 1960 : Ça va être ta fête de Pierre Montazel
- 1961 : Une grosse tête de Claude De Givray
- 1961 : L'Affaire Nina B. de Robert Siodmak
- 1962 : Vu du pont de Sidney Lumet
- 1962 : Rogelia de Rafael Gil
- 1962 : Lulu de Rolf Thiele
- 1962 : Bonne chance, Charlie (De la poudre et des balles) de Jean-Louis Richard
- 1962 : L'Empire de la nuit de Pierre Grimblat
- 1963 : Comme s'il en pleuvait de  Robert Parrish
- 1963 : A la française de Robert Parrish
- 1964 : El Escándalo de Javier Setó
- 1964 : Mata Hari, agent H21 de Jean-Louis Richard
- 1965 : La Famille Hernandez de Geneviève Baïlac
- 1965 : Cent Briques et des tuiles de Pierre Grimblat
- 1965 : Le Journal d'une femme en blanc de Claude Autant-Lara
- 1966 : Nouveau journal d'une femme en blanc de Claude Autant-Lara
- 1966 : Et la femme créa l'amour de Fabien Collin
- 1967 : Johnny Banco de Yves Allégret
- 1968 : Le Franciscain de Bourges de Claude Autant-Lara
- 1968 : La Permission de  Melvin Van Peebles
- 1968 : Phèdre de Pierre Jourdan
- 1968 : Un Día es un día de Francisco Prósper
- 1969 : Sangre en el ruedo de Rafael Gil
- 1969 : Les Patates de Claude Autant-Lara
- 1970 : ¡Se armó el belén! de José Luis Sáenz de Heredia
- 1973 : Symposium de Dimitris Kollatos
- 1973 : Roses rouges et Piments verts de Francisco Rovira Beleta
- 1973 : Aminata de Claude Vermorel
- 1975 : Docteur Justice de Christian-Jaque
- 1979 : Fidelio de Pierre Jourdan
- 1982 : Y a-t-il un Français dans la salle ? de Jean-Pierre Mocky